# 叫び声
『叫び声』（さけびごえ）は大江健三郎の長編小説である。文芸誌「群像」1962年11月号に掲載されたのち、1963年講談社より刊行された。

## 概要
- 大江は初期の創作活動を振り返って「二十三歳の『芽むしり仔撃ち』の後、二十七歳の『叫び声』まで、作家として自分は死んでいたと考えています」と自己評価している。[1]そして本作を完成させることで「最初の難所を乗り切った」と述懐している。[2]
- 1990年代に刊行された選集「大江健三郎小説」においては『個人的な体験』前の長編小説では『芽むしり仔撃ち』と本作のみが収録作品として選択されている。
- 本作には小松川事件が題材として取り込まれている。[3]

## あらすじ
「ひとつの恐怖の時代を生きたフランスの哲学者の回想によれば、人間みなが遅すぎる救助をまちこがれている恐怖の時代には、誰かひとり遥かな救いをもとめて叫び声をあげる時、それを聞く者はみな、その叫びが自分自身の声でなかったかと、わが耳を疑うということだ。」
語り手の二十歳の大学生・僕は≪黄金の青春の時≫に、黒人兵士と日系アメリカ人女性との間に生まれたハーフの「虎」、在日朝鮮人の呉鷹男とともに、スラヴ系アメリカ人の百科事典のセールスマンで同性愛者のダリウス・セルベゾフの居所で共同生活していた。僕らはヨット「友人たち（レ・ザミ）号」を建造して四人でアフリカに旅立つことを計画していた。僕らはセルベゾフのジャギュアを乗り回すなど陽気な気分で日々を過ごす。梅毒恐怖症の僕と女子学生とぎこちない恋愛をしている。「虎」はジゴロとして中年の有閑夫人の間を渡り歩いている。呉鷹男は「オナニイの魔」である。
ある日セルベゾフが少年誘拐・監禁事件を起こしてしまう。セルベゾフは保釈された後、国外退去となる。セルベゾフの資金に頼っていた「友人たち（レ・ザミ）号」建造を諦めきれない僕らは、古ラジオを廃品回収して朝鮮に密輸して資金を稼ぐことを考えるが、詐欺にあい計画はうまくいかない。僕は喀血し、重度の結核だと判明して大学のサナトリウムに収容される。銀行強盗を計画した「虎」は玩具の自動小銃と放出物資のアメリカ兵の外套を手に入れる。横須賀の基地そばの酒場街で「虎」が予行的にそれらを身につけていると、米軍憲兵に見つかり射殺されてしまう。≪黄金の青春の時≫は終わる。
ひとり残された呉鷹男は、朝鮮人集落に戻りドヤ街を転々として暮らす。疎外感に苛まれる呉鷹男は、「authentique」な日常生活者の「他人ども」に対峙する「怪物」としての自分を夢想するようになる。そして彼は、解離的な心的状態の中、女子高校生の強姦殺人事件を犯してしまう。呉鷹男は逮捕される。そして五年にわたる裁判を経て呉鷹男の死刑判決が確定する。僕はサナトリウムを退院し、大学生活に復帰する。僕は呉鷹男と面会し≪黄金の青春の時≫の思い出を話し合う。そして自分は「涙の似合う年齢」ではなく「むしろ乾燥した苦渋の時を生きる年齢」であると悟る。
僕のもとにセルベゾフから手紙が届く。セルベゾフは在パリで英語教師をしているという。僕はセルベゾフに「虎」の死や呉鷹男の犯罪事件を伝える手紙を送る。僕はセルベゾフの招きに応じて大学に退学届を出してからパリに向かう。途上ギリシャでアルクメーヌという名の二十歳の娼婦と関係を持つ。パリに到着した僕はOAS反対のデモで騒然とするバスティーユのキャフェでセルベゾフと面会する。二人きりになってしまった自分たちは独自の仕方で愛しあってゆかなければならない、とセルベゾフは口説く。僕は自分の内奥にひびく「荒涼として痛ましい夜明けの叫び声」をきく。それは呉鷹男と自分自身の恐怖の叫び声のように思われた。